# 사장님 도박은 재미로 하셔야 합니다
"사장님 도박은 재미로 하셔야 합니다"는 대한민국의 가수 비비의 싱글로, 필굿뮤직을 통해 2020년 4월 29일에 발매되었다. 한국 힙합 어워즈 올해의 R&B 트랙 후보에 올랐다.

## 배경
비비는 <엘르>와의 인터뷰에서 노래가 사행성을 조장하지 않음을 어필하기 위해 제목을 "사장님 도박은 재미로 하셔야 합니다"라고 지었다고 밝혔다.

## 음악 및 가사
비비는 "Dice and ice cube 여기 너무 위험해/ Home girls bitches 카드를 막 섞네/ Spin it spin it pussy들 다 보내/ Chips and chips and chips and 목숨을 거네" 등의 가사로 도박사의 심리를 섬세하게 기술한다. 그는 "Taste the muzzle of a gun/ Taste the 맛 of money"라고 말하며 도박장과 인생은 "위험함을 알고 있음에도 뿌리칠 수 없을 깊은 유혹과 선택의 반복"이라고 주장한다. 마지막으로 "카드를 집어 날 구원해 주길"이라고 말하며 "게임과 선택으로부터의 온전한 탈출"을 꿈꾼다.

## 뮤직 비디오
비비는 "위기로부터 해방되는 여주인공" 역할을 맡았고, 타이거 JK는 보스 역할로 등장한다. 배우 서호철과 박세현도 출연한다.

## 평가
<음악취향Y>의 평론가들은 노래에 5점 만점에 3.5점을 주었다. 김성환은 "사운드의 트렌디함에 전혀 짓눌리지 않는 비비의 보컬 감각"을 칭찬했다.
<온음>의 평론가들은 노래를 2020년 최고의 R&B 트랙 중 하나로 선정했다. 조지환은 노래의 고유한 매력이 브리지에서 나온다고 평했다.

## 수상 및 후보
| 시상식           | 연도 | 부문            | 결과 | 각주  |
| ---------------- | ---- | --------------- | ---- | ----- |
| 한국 힙합 어워즈 | 2021 | 올해의 R&B 트랙 | 후보 | [ 6 ] |